# سوائط حيوانية
سوائط حيوانية (الاسم العلمي:Zoomastigophora) هي طائفة، في مملكة طلائعيات.

## الطويئفات
طويئفات هذه الطائفة:
- كود سباركل
- تحديث القائمة

جنس:Barthelona 
اسم علمي: Barthelona

فصيلة:Brasilobiaceae 
اسم علمي: Brasilobiaceae

جنس:Dicercomonas 
اسم علمي: Dicercomonas

رتبة:Flagellata 
اسم علمي: Flagellata

رتبة:Hypermastigida 
اسم علمي: Hypermastigida

جنس:Jodomonas 
اسم علمي: Jodomonas

جنس:Loukashkinia 
اسم علمي: Loukashkinia

جنس:Nodamastix 
اسم علمي: Nodamastix

فصيلة:Paramonadaceae 
اسم علمي: Paramonadaceae

جنس:Petasaria 
اسم علمي: Petasaria

جنس:Physomonas 
اسم علمي: Physomonas

جنس:Rhizomonas 
اسم علمي: Rhizomonas

جنس:Schewiakoffia 
اسم علمي: Schewiakoffia

فصيلة:Thaumatomastigaceae 
اسم علمي: Thaumatomastigaceae

جنس:Toshiba 
اسم علمي: Toshiba